# 틴트 (음악 그룹)
틴트(Tint)는 대한민국의 걸 그룹이다. 2013년 11월 "첫눈에 반했어"로 데뷔하였고 2014년 3월엔 "늑대들은 몰라요"까지 발매하였다. 그 이후 아무런 활동이 없다가 2016년 조용히 해체되었다.

## 이전 구성원
| 이름   | 소개 |
| ------ | --- |
| 메이   | - 본명 : 황천미 - 출생 : 1994년 6월 26일(30세) - 출생지 : 대한민국 - 포지션 : 리더, 보컬, 랩 - 활동기간 : 2013년 ~ 2016년                        |
| 상미   | - 본명 : 이상미 - 출생 : 1994년 11월 21일(30세) - 출생지 : 대한민국 - 포지션 : 보컬 - 활동기간 : 2013년 ~ 2016년 - 활동기간 : 2013년 ~ 2016년    |
| 미림   | - 본명 : 이미림 - 출생 : 1995년 2월 25일 (26세) - 출생지 : 대한민국 - 특이사항 : 전 "YouU" 멤버 - 포지션 : 메인보컬 - 활동기간 : 2013년 ~ 2016년 |
| 제이미 | - 본명 : 최윤진 - 출생 : 1995년 6월 27일(29세) - 출생지 : 대한민국 - 포지션 : 보컬 - 활동기간 : 2013년 ~ 2016년                                  |
| 미니   | - 본명 : 임민희 - 출생 : 1996년 11월 3일(28세) - 출생지 : 대한민국 - 포지션 : 보컬, 랩 - 활동기간 : 2013년 ~ 2016년                              |

## 디스코그래피
- 《첫눈에 반했어》 (2013년)
- 《늑대들은 몰라요》 (2014년)

## 수상
- 2014년 대한민국문화연예대상 한류신인상[1]

## 홍보대사
- 2014년 한국생명의전화 생명사랑운동 홍보대사